# Tigzmerte
Tigzmerte  (in arabo تيكزمرت‎?) è un centro abitato e comune rurale del Marocco situato nella provincia di Tata, regione di Souss-Massa. Conta una popolazione di 3 916 abitanti (censimento 2014).